# Paracaedicia nigropunctata
Paracaedicia nigropunctata är en insektsart som beskrevs av Brunner von Wattenwyl 1891. Paracaedicia nigropunctata ingår i släktet Paracaedicia och familjen vårtbitare. Inga underarter finns listade i Catalogue of Life.